# E.M.M.A (musikalbum)
E.M.M.A är ett svenskt musikalbum av popgruppen E.M.M.A utgivet 2001. Albumet nådde 25:e plats på Albumlistan.

## Låtlista
1. "En hemlighet" (Anders Thorslund, Keith Almgren)
2. "Sommar och sol" (Nicklas Säwström, Keith Almgren)
3. "Varje gång" (Mikael Albertsson, Keith Almgren)
4. "I min bubbelpool" (Mats Ymell, Magnus McKenzie, Keith Almgren)
5. "Bom, bom mitt hjärta" (Anders Thorslund, A. Lee, Keith Almgren)
6. "Bubblar i mej" (Bobby Ljunggren, Caroline Sifvert, Keith Almgren)
7. "Stjärnfall" (Johan Bilen, Keith Almgren)
8. "Gillar dej" (Nicklas Säwström, Keith Almgren)
9. "Knasboll" (Mats Ymell, Magnus McKenzie, Keith Almgren)
10. "Håll mej så nära" (Mikael Albertsson, Keith Almgren)
11. "I en luftballong" (Nicklas Säwström, Keith Almgren)
12. "Tuggummi-pop" (Mats Ymell, Magnus McKenzie, Keith Almgren)